# Трилогия Оушена
«Трило́гия О́ушена» (англ. Ocean’s Trilogy) — американская трилогия режиссёра Стивена Содерберга в жанре фильм-ограбление, где на протяжении всех частей главные роли исполнили Джордж Клуни, Брэд Питт, Мэтт Деймон, Энди Гарсиа, Берни Мак, а также многие другие. В серию вошли фильмы «Одиннадцать друзей Оушена» (2001, представляет собой ремейк одноимённого фильма 1960 года), а также «Двенадцать друзей Оушена» (2004) и «Тринадцать друзей Оушена» (2007).
В 2018 году вышел спин-офф  — «8 подруг Оушена».

## Сюжет
Трилогия повествует о приключениях друзей Дэнни Оушена (Джордж Клуни).

## В ролях
| Актёр          | Персонаж                    | Появления |
| -------------- | --------------------------- | --------- |
| Джордж Клуни   | Дэниел «Дэнни» Оушен        | 1, 2, 3   |
| Брэд Питт      | Роберт Чарльз «Расти» Райан | 1, 2, 3   |
| Мэтт Деймон    | Лайнус Колдуэлл             | 1, 2, 3   |
| Берни Мак      | Фрэнк Кэттон                | 1, 2, 3   |
| Дон Чидл       | Бэшер Тарр                  | 1, 2, 3   |
| Эллиотт Гулд   | Рубен Тишкофф               | 1, 2, 3   |
| Кейси Аффлек   | Вёрджил Мэллой              | 1, 2, 3   |
| Скотт Каан     | Тёрк Мэллой                 | 1, 2, 3   |
| Карл Райнер    | Сол Блум                    | 1, 2, 3   |
| Эдди Джемисон  | Ливингстон Делл             | 1, 2, 3   |
| Шаобо Цинь     | Удивительный Йен            | 1, 2, 3   |
| Энди Гарсиа    | Терри Бенедикт              | 1, 2, 3   |
| Скотт Л. Шварц | «Бульдог»                   | 1, 2, 3   |
| Джулия Робертс | Тэсс Оушен                  | 1, 2      |
| Венсан Кассель | Франсуа Тулур               | 2, 3      |
| Эдди Иззард    | Роман Нагель                | 2, 3      |

## Статистика
| Фильм                       | Дата релиза     | Бюджет        | Кассовые сборы | Кассовые сборы | Кассовые сборы  | IMDb |
| Фильм                       | Дата релиза     | Бюджет        | США            | Другие страны  | Суммарные       | IMDb |
| --------------------------- | --------------- | ------------- | -------------- | -------------- | --------------- | --- |
| «Одиннадцать друзей Оушена» | 7 декабря 2001  | 85 000 000 $  | 183 417 150 $  | 267 300 000 $  | 450 717 150 $   | 7,8 из 10 звёзд · 7,8 из 10 звёзд · 7,8 из 10 звёзд · 7,8 из 10 звёзд · 7,8 из 10 звёзд · 7,8 из 10 звёзд · 7,8 из 10 звёзд · 7,8 из 10 звёзд · 7,8 из 10 звёзд · 7,8 из 10 звёзд |
| «Двенадцать друзей Оушена»  | 10 декабря 2004 | 110 000 000 $ | 125 544 280 $  | 237 200 000 $  | 362 744 280 $   | 6,5 из 10 звёзд · 6,5 из 10 звёзд · 6,5 из 10 звёзд · 6,5 из 10 звёзд · 6,5 из 10 звёзд · 6,5 из 10 звёзд · 6,5 из 10 звёзд · 6,5 из 10 звёзд · 6,5 из 10 звёзд · 6,5 из 10 звёзд |
| «Тринадцать друзей Оушена»  | 8 июня 2007     | 85 000 000 $  | 117 154 724 $  | 194 157 900 $  | 311 312 624 $   | 6,9 из 10 звёзд · 6,9 из 10 звёзд · 6,9 из 10 звёзд · 6,9 из 10 звёзд · 6,9 из 10 звёзд · 6,9 из 10 звёзд · 6,9 из 10 звёзд · 6,9 из 10 звёзд · 6,9 из 10 звёзд · 6,9 из 10 звёзд |
| «8 подруг Оушена»           | 8 июня 2018     | 70 000 000 $  | 140 218 711 $  | 157 500 000 $  | 297 718 711 $   | 6,4 из 10 звёзд · 6,4 из 10 звёзд · 6,4 из 10 звёзд · 6,4 из 10 звёзд · 6,4 из 10 звёзд · 6,4 из 10 звёзд · 6,4 из 10 звёзд · 6,4 из 10 звёзд · 6,4 из 10 звёзд · 6,4 из 10 звёзд |
| Итого                       | Итого           | 350 000 000 $ | 567 175 814 $  | 856 157 900 $  | 1 423 333 714 $ | |